# Pavel Karasyov
Bản mẫu:Eastern Slavic name
Pavel Sergeyevich Karasyov (tiếng Nga: Павел Серге́евич Карасёв; sinh ngày 10 tháng 7 năm 1992) là một cầu thủ bóng đá người Nga. Anh chơi ở vị trí tiền vệ trung tâm cho F.K. Anzhi Makhachkala.

## Sự nghiệp câu lạc bộ
Anh có màn ra mắt tại Russian Second Division cho FC Lokomotiv-2 Moskva vào ngày 21 tháng 4 năm 2011 trong trận đấu với F.K. Dynamo Kostroma.

## Thống kê sự nghiệp
Tính đến 4 tháng 3 năm 2018
| Câu lạc bộ          | Mùa giải             | Giải vô địch                | Giải vô địch | Giải vô địch | Cúp     | Cúp       | Châu lục | Châu lục  | Khác    | Khác      | Tổng cộng | Tổng cộng |
| Câu lạc bộ          | Mùa giải             | Hạng đấu                    | Số trận      | Bàn thắng    | Số trận | Bàn thắng | Số trận  | Bàn thắng | Số trận | Bàn thắng | Số trận   | Bàn thắng |
| ------------------- | -------------------- | --------------------------- | ------------ | ------------ | ------- | --------- | -------- | --------- | ------- | --------- | --------- | --------- |
| Lokomotiv-2 Moskva  | 2011–12              | PFL                         | 30           | 0            | 2       | 0         | –        | –         | –       | –         | 32        | 0         |
| Lokomotiv-2 Moskva  | 2012–13              | PFL                         | 23           | 6            | 4       | 0         | –        | –         | –       | –         | 27        | 6         |
| Lokomotiv-2 Moskva  | 2013–14              | PFL                         | 31           | 4            | 0       | 0         | –        | –         | –       | –         | 31        | 4         |
| Lokomotiv-2 Moskva  | Tổng cộng            | Tổng cộng                   | 84           | 10           | 6       | 0         | 0        | 0         | 0       | 0         | 90        | 10        |
| Khimik Dzerzhinsk   | 2014–15              | FNL                         | 29           | 4            | 1       | 0         | –        | –         | –       | –         | 30        | 4         |
| SKA-Khabarovsk      | 2015–16              | FNL                         | 29           | 1            | 3       | 0         | –        | –         | –       | –         | 32        | 1         |
| SKA-Khabarovsk      | 2016–17              | FNL                         | 32           | 1            | 2       | 0         | –        | –         | 1       | 0         | 35        | 1         |
| Anzhi Makhachkala   | 2017–18              | Giải bóng đá ngoại hạng Nga | 4            | 0            | –       | –         | –        | –         | –       | –         | 4         | 0         |
| SKA-Khabarovsk      | 2017–18              | Giải bóng đá ngoại hạng Nga | 10           | 0            | 2       | 0         | –        | –         | –       | –         | 12        | 0         |
| SKA-Khabarovsk      | Tổng cộng (2 spells) | Tổng cộng (2 spells)        | 71           | 2            | 7       | 0         | 0        | 0         | 1       | 0         | 79        | 2         |
| Tổng cộng sự nghiệp | Tổng cộng sự nghiệp  | Tổng cộng sự nghiệp         | 188          | 16           | 14      | 0         | 0        | 0         | 1       | 0         | 203       | 16        |